# Генель, Альберт
Альберт Генель (нем. Albert Hänel; 10 июня 1833, Лейпциг — 12 мая 1918, Киль) — немецкий историк права, учёный-германист, юрист, либеральный политический деятель второй половины XIX столетия, педагог, профессор университетов Кёнигсберга и Киля. Ректор Кильского университета. Доктор права. Почётный гражданин города Киль.

## Биография
Сын профессора медицины. Племянник юриста Г. Хэнеля. После ранней смерти отца, его отчимом стал Генрих Лаубе, писатель и театральный деятель. После окончания Школы Святого Фомы в Лейпциге, учился в университетах Лейпцига, Вены и Гейдельберга.
После присоединения Шлезвиг-Голштинии к Пруссии Генель был выбран либеральной партией в прусскую палату депутатов и северогерманский парламент, а затем ландтаг Пруссии; был одним из лидеров Германской прогрессистской партии.
Член прусской палаты депутатов, рейхстага Северогерманского союза и рейхстага Германской империи, также был вице-президентом прусской палаты депутатов и имперского рейхстага.

## Избранные сочинения
- «Das Beweissystem des Sachsenspiegels» (Лейпциг, 1858),
- «Decisiones consulum Goslariensium» (1862),
- «Studien zum deutschen Staatsrechts» (Лейпциг, 1873—80),
- «Die Gesetzgebung des Deutschen-Reichs über Konsularwesen und Seeschifffahrt» (в соавт. Берлин, 1875).